# Camillo Marcolini-Ferretti

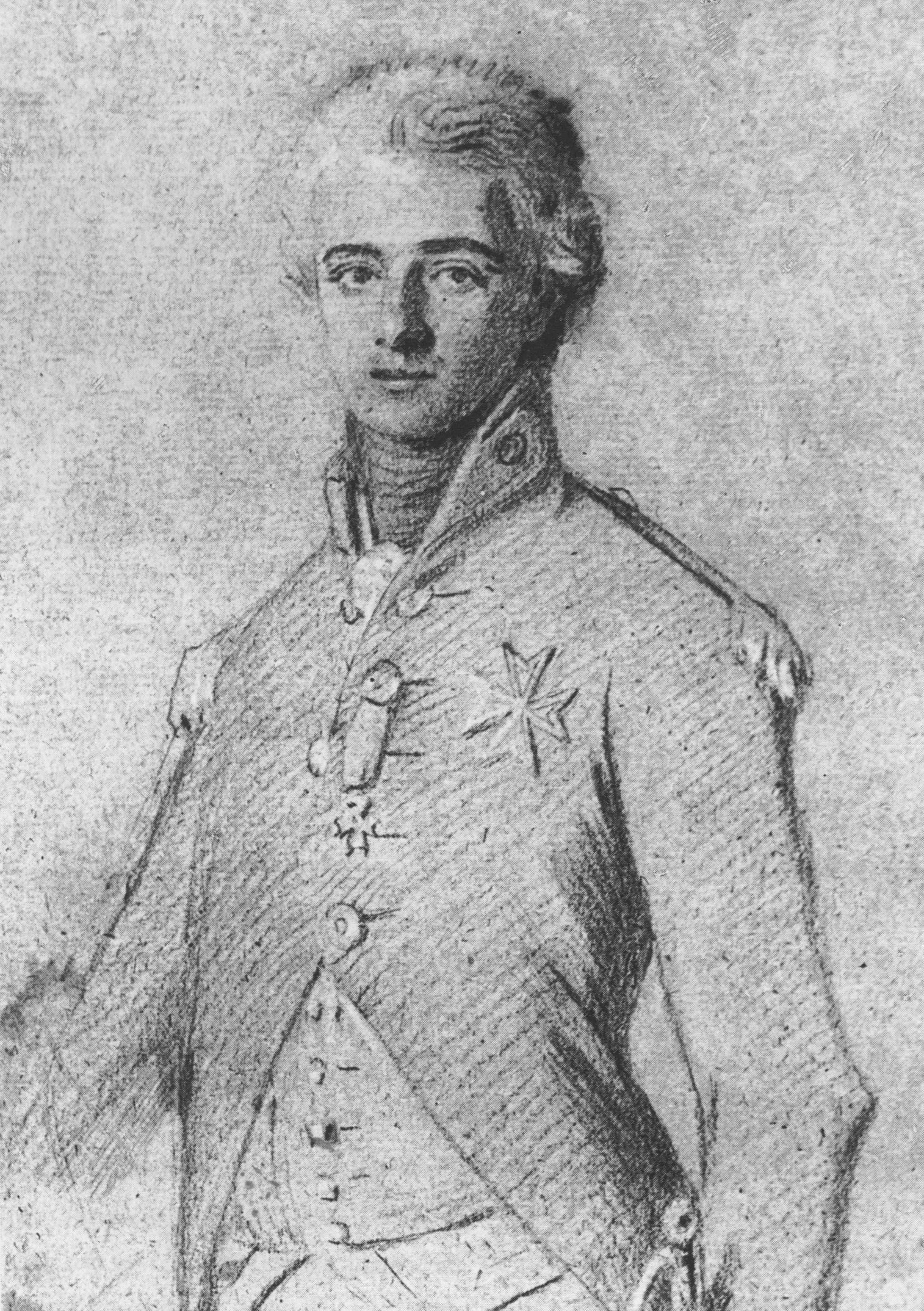
Camillo Marcolini nel 1780

Conte Camillo Marcolini-Ferretti (Fano, 2 aprile 1739 – Praga, 10 luglio 1814) è stato un nobile italiano che fu ministro della Sassonia e direttore delle Arti.

## Biografia
Nel 1752 giunse come paggio alla corte sassone in Dresda, poiché il principe elettore Federico Cristiano di Sassonia aveva conosciuto personalmente suo padre a Roma. Molto probabilmente si era procurato da sé il titolo italiano di conte. Gli riuscì di conquistarsi l'amicizia e la fiducia del giovane principe e futuro principe elettore Federico Augusto I di Sassonia (figlio di Federico Cristiano). Già nel 1767 egli venne nominato signore di camera e due anni dopo precettore. Nel 1772 divenne Consigliere segreto.
Nel 1778 ottenne il titolo di un ciambellano, che nel 1799 scambiò con quello di Gran stalliere. Dieci anni dopo (1809) divenne ministro nel gabinetto reale della Sassonia. In questa funzione accompagnò il re nella sua fuga dopo la battaglia di Lipsia del 1813. Morì in esilio a Praga, ove aveva accompagnato il re di Sassonia, nel 1814.

## Cariche
Oltre alla sua rapida carriera politica, nel 1780 divenne direttore delle Arti e dell'Accademia.
Dal 1774 al 1814 fu direttore della manifattura delle porcellane di Meissen. Per sua iniziativa dal 1775 al 1814 il marchio della Manifattura aggiunse alle due spade incrociate una stella e il marchio prese il nome di "Marchio di Marcolini". Il periodo della sua direzione fu anche un periodo di grande fioritura delle porcellane di Meissen.

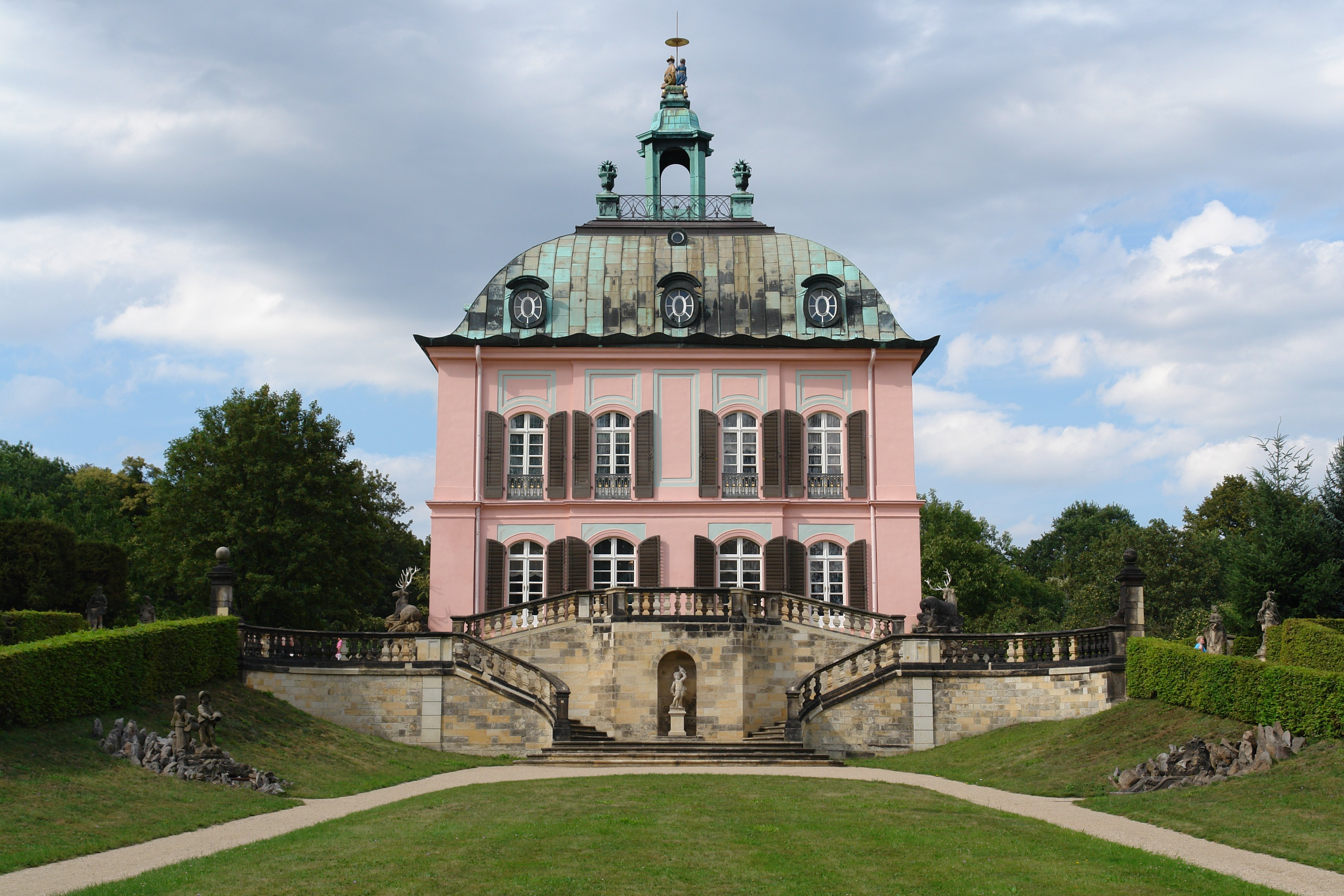
Il castello dei fagiani a Moritzburg

Marcolini accumulò tra i suoi possedimenti, fra i quali il castello di Oberlichtenau, anche aree di giardini e campagna. Il luogo più noto è il Castello dei fagiani a Moritzburg. Anche i vicini laghetti furono da lui gestiti. A Moritzburg, a distanza a vista del castello di Moritzburg, si trovava la residenza di campagna di Marcolini. Nel 1774 acquistò il Palazzo Brühl, che da lui prese il nome di  Palazzo Brühl-Marcolini.
A Dresda Marcolini acquistò dal 1785 al 1787 appezzamenti di terreno presso la  Bautzner Straße, sul cosiddetto Neuen Anbau. Qui egli volle realizzare un modello di amministrazione agricola all'inglese creando il "laboratorio Marcolini" come suo centro scientifico. Su questo terreno vennero messi a coltura oltre a frutta, prodotti dei campi, luppolo e in via sperimentale anche limoni e gelsi. Nel 1790 egli fece erigere per la moglie una casa per la caccia. Questa fu l'origine del Dresdner Waldschlösschen e comprendeva anche un parco all'inglese. Inoltre, nel  1789, egli si preoccupò di prendere in affitto lo zoo di Annaburg e nel 1792 vi installò un allevamento di cavalli.

## Matrimonio
Marcolini nel giugno 1773 sposò la baronessa inglese Maria Anna O'Kelly, forse una discendente illegittima di Giacomo II d'Inghilterra.